# 上海リル
上海リル（シャンハイリル、Shanghai Lil）は、1933年のアメリカ合衆国のミュージカル映画『フットライト・パレード』のナンバーのひとつ。映画での歌唱は主演のジェームズ・キャグニー、ルビー・キーラー、他多数。映画の見せ場であるギャグニーとキーラーによるタップダンスシーンのBGMにも使われている。哀愁を帯びたメロディが日本でも人気となり、複数の訳詞による日本語カバーが生まれた。

## 主なカバー
- ルディ・ヴァリーとコネチカット・ヤンキーズ
- ガイ・ロンバード楽団（英語版） 歌:カルメン・ロンバード（英語版） ※ガイの弟
- ベン・バーニー楽団（英語版）
- ジーン・カルドス楽団（英語版）
- レオン・ベラスコ楽団（英語版）
- 唄川幸子（1934年）日本語詞：服部龍太郎
- 川畑文子（1935年）日本語詞：三根徳一（ディック・ミネのペンネーム）
- 柴田睦陸（宗近明）（1935年）日本語詞：西原武男[2]
- ディック・ミネ（1936年）日本語詞：津田出之。1979年の再録音バージョンは服部版。
- 江戸川蘭子（1936年）日本語詞：名古屋宏
- ユージニー宮下 - 企画アルバム『へたジャズ! 昭和戦前インチキバンド 1929-1940』（2017年）に再録。
- 鶴田浩二（1972年）日本語詞：服部龍太郎
- あがた森魚（1974年）日本語詞：名古屋宏。アルバム『噫無情（レ・ミゼラブル）』収録。
- 吉田日出子 - 舞台『上海バンスキング』（1979年〜）挿入歌。アルバム『上海バンスキング 吉田日出子・ファースト』（1984年）収録。クレジットには津田出之訳詞とあるが三根徳一訳詞の誤りである。1988年の主演映画『上海バンスキング』（串田和美監督）では歌唱シーンはない。
- 桐島かれん - 映画『落陽』（1992年）挿入歌。同映画に使用されたインストバージョンは梅津和時。『「落陽」オリジナル・サウンドトラック』収録。
- 森サカエ（2015年）日本語詞：服部龍太郎。アルバム『森サカエの魅力』収録。
- MITSUKO（押谷光子）日本語詞：押谷光子。2013年には詞を改編した『愛しの東京リル』が発表された。
- 松尾和子
- 青江三奈
- 光井章夫 - インストゥルメンタル（トランペット）
- 和田弘 - インストゥルメンタル（スティールギター）
- 奥田宗宏とブルースカイ・オーケストラ - インストゥルメンタル